# Prediger
Ein Prediger (althochdeutsch predigāri, zum Verb predigōn, zu lateinisch praedicare „öffentlich ausrufen oder verkünden“) ist dem Wortsinn nach jemand, der etwas vor einem Publikum verkündet.

## Christentum
Das Christentum ist eine missionierende Religion und ein christlicher Prediger ist ein Verkündiger des christlichen Glaubens. Im Neuen Testament im Matthäusevangelium und in den Paulusbriefen ist von einem Prediger die Rede. Verschiedentlich zeigte sich Jesus von Nazaret als Prediger. So insbesondere in seiner Bergpredigt und der Endzeitrede. Beide Predigten sind im Matthäusevangelium überliefert.

### Prediger in den christlichen Kirchen
In den Kirchen ist ein Prediger im weiteren Sinn ein Überbringer des christlichen Botschaft durch die Predigt, die Verkündigung und Auslegung des Wortes Gottes nach der kirchlichen Lehre. Im engeren Sinn hat der Begriff Prediger viele unterschiedliche Bedeutungen:
Zur Ausbreitung und Verteidigung des christlichen Glaubens durch Missions-Predigt und -Unterricht wurde 1216 vom heiligen Dominikus ein Predigerorden gegründet (lat. ordo fratrum praedicatorum). Die Angehörigen dieses Ordens nennt man Dominikaner oder Prediger.
Auch die Inhaber der seit dem frühen 15. Jahrhundert gestifteten Prädikaturen nennt man Prediger. Sie waren schon in vorreformatorischer Zeit gut ausgebildete Geistliche, die meist eine Universität besucht hatten. Neben dem Pfarrer und Pastor, und meist auch unabhängig von ihnen, übten sie das Predigtamt aus. In der Reformationszeit führte das gelegentlich zu Auseinandersetzungen, wie das folgende Beispiel aus Heilbronn zeigt: „die von Hailbron haben meer dan ein ganz jar … zweyerley predig gehapt; der pfarrer predigt wie von allter“, der Prediger hingegen nach der neuen reformatorischen Lehre.
Wegen der Betonung der Verkündigung werden Geistliche unterschiedlicher Konfession in Verbindung mit ihrer Funktion auch Prediger genannt. So gibt es beispielsweise Domprediger, Hofprediger, Universitäts- und Schlossprediger, ferner den Wanderprediger, welcher [missionarisch] an verschiedenen Orten wirkt, und den nicht zum Klerus gehörenden Laienprediger. In Gemeinden der Brüderbewegung und der Mennoniten sind bis heute Laienprediger aktiv, die früher auch Vermaner genannt wurden. In der Evangelisch-methodistischen Kirche werden „Predigthelfer“ und „Laienprediger“, theologisch ausgebildete Laien, eingesetzt. Auch in einigen evangelischen Landeskirchen gibt es nicht theologisch vorgebildete geistliche Hilfskräfte, die das Predigtamt ausüben, sogenannte Prädikanten und Lektoren.

### Freiprediger
Als Freiprediger pflegte man öffentlich angestellte Prediger zu bezeichnen, die von der Seelsorge befreit waren.

### Kurprediger
Kurprediger sind Pfarrer und Pastoren, die im Auftrag einer evangelischen Landeskirchenbehörde, z. B. eines Landeskirchenamtes, für eine begrenzte Zeit an einem Kur- oder Urlaubsort den kirchlichen Dienst versehen. Sie unterstützen den pfarramtlichen und saisonalen Dienst der zuständigen Kirchengemeinde durch Predigt- und Familiengottesdienste, Andachten/Abendandachten, Gesprächs- und Vortragsabende, Gästetrauungen, Seelsorgegespräche, meditative Angebote u. a. m. Dieser Dienst in Kur- und Urlaubsgebieten wird von den beauftragten Personen, darunter gelegentlich auch Diakone, unentgeltlich geleistet. Häufig steht eine kostenfrei zu nutzende Ferienwohnung für den Kurprediger und seine Familie vor Ort zur Verfügung.

### Prediger in Gemeinschaften
In Landeskirchlichen Gemeinschaften des Evangelischen Gnadauer Gemeinschaftsverbandes sowie in einigen evangelischen Freikirchen und Sondergemeinschaften (Sekten) mit christlichem Hintergrund werden die verantwortlichen Träger der Wortverkündigung Prediger genannt.

### Berühmte christliche Prediger
Auswahl berühmter christliche Prediger in zeitlicher Folge:
- Ambrosius von Mailand (4. Jahrhundert)
- Johannes Chrysostomos (4. Jahrhundert)
- Gregor von Nazianz (4. Jahrhundert)
- Odo de Châtillon / Urban II. (11. Jahrhundert)
- Bernhard von Clairvaux (12. Jahrhundert)
- Norbert von Xanten (12. Jahrhundert)
- Franz von Assisi (13. Jahrhundert)
- Berthold von Regensburg (13. Jahrhundert)
- Meister Eckhart (13./14. Jahrhundert)
- Johannes Tauler (14. Jahrhundert)
- Jan Hus (14./15. Jahrhundert)
- Hans Böhm (Pauker von Niklashausen) (15. Jahrhundert)
- Girolamo Savonarola (15. Jahrhundert)
- Johann Geiler von Kaysersberg (15./16. Jahrhundert)
- Caspar Elogius (16. Jahrhundert)
- Martin Luther (16. Jahrhundert)
- Jacques Bénigne Bossuet (17. Jahrhundert)
- Abraham a Sancta Clara (17./18. Jahrhundert)
- Sebastian Sailer (18. Jahrhundert)
- John Wesley (18. Jahrhundert)
- George Whitefield (18. Jahrhundert)
- August Zarnack (18./19. Jahrhundert)
- Friedrich Wilhelm Krummacher (19. Jahrhundert)
- Dwight Lyman Moody (19. Jahrhundert)
- Charles Haddon Spurgeon (19. Jahrhundert)
- Hudson Taylor (19. Jahrhundert)
- Karl Adam Windel (19. Jahrhundert)
- Charles Taze Russell (19./20. Jahrhundert)
- Franz Eugen Schlachter (19./20. Jahrhundert)
- Grigori Jefimowitsch Rasputin (19./20. Jahrhundert)
- Henry Varley (19./20. Jahrhundert)
- Joannes Baptista Sproll (20. Jahrhundert)
- Otto Dibelius (20. Jahrhundert)
- Billy Graham (20. Jahrhundert)
- Johannes Leppich (20. Jahrhundert)
- Martin Niemöller (20. Jahrhundert)
- Fulton J. Sheen (20. Jahrhundert)
- Kurt Scharf (20. Jahrhundert)
- Helmut Thielicke (20. Jahrhundert)
- Ulrich Parzany (20./21. Jahrhundert)
- Joseph Ratzinger / Benedikt XVI. (20./21. Jahrhundert)
- Johannes Hartl (21. Jahrhundert)

## Judentum
Kohelet ist ein dem König Salomo zugeschriebenes Buch des Tanach, das zu den Ketuvim („Schriften“) gehört. Es handelt von einem Mann, im Bibelhebräischen (קֹהֶלֶת) „Versammler“ genannt, dessen Lehren im gleichnamigen Buch enthalten sind. Er sammelte Lehrsprüche, die er rhetorisch und literarisch bearbeitete und trat mit seinen Lehren öffentlich auf und versammelte einen Schülerkreis um sich, etwa in der Art wie es dann die späteren griechischen Wanderphilosophen taten. In der deutschen Übersetzung der Lutherbibel trägt das hebräische Buch den Titel „Der Prediger Salomo“.